# Муха Ольга Ярославівна
Ольга Ярославівна Муха (нар. 31 березня 1981 р., Львів) - українська публіцистка, членкиня PEN, філософиня, концепт-кріейторка, культурна менеджерка й аналітикиня, кураторка мистецьких та видавничих проєктів, керівниця інформаційно-освітнього відділу муніципального музею «Територія Терору». Проживає в Лондоні.

## Біографія
Ольга Муха народилася у Львові. Здобула ступінь докторки філософії у Львівському національному університеті імені Івана Франка. Захистила дисертацію на тему «Категорія людської тілесності у філософсько-теологічній традиції раннього західноєвропейського середньовіччя» (2007). У 2008 році отримала ступінь магістерки права.
Була викладачкою Львівського національного університету імені Івана Франка та Національного педагогічного університету імені Михайла Драгоманова у Києві, викладала менеджмент культури, правові аспекти культурного ринку та філософські дисципліни понад 15 років. Сферою її знань і основним фокусом наукових досліджень (включаючи докторське) є естетична перцепція, розкрита в різних контекстах, зокрема розроблення проблематики кітчу та кемпу., Крім того, Ольга Муха працює з темою деколонізації, студій пам'яті (в т.ч. усної історії та історії терору), міжкультурної комунікації.
Колишня очільниця Офісу «Львів – Місто літератури ЮНЕСКО» (2014 по 2016 роки) та Почесна Амбасадорка Львова (2020-2022).
З 2023 року – старша стратегиня в IN2, спеціалізується у кризових комунікаціях.
Ольга Муха працювала в Штаб-квартирі Міжнародного ПЕН в Лондоні менеджеркою з питань конгресів, комітетів та нових центрів (2018-2023), керуючи програмами у культурній, правозахисній та академічній сферах у різноманітних проєктах в Індії, Філіппінах, М'янмі, Мексиці, Швеції, Нідерландах, Фінляндії, Словенії, Польщі та інших країнах.
Співзасновниця Української Асоціації Культурологів – Львів (від 2019 – Програмна директорка) та Майстерні Академічного Релігієзнавства (від 2004).
Кураторка проєктів «Небачена сила», «Втрачене дитинство: почуте та "непобачене"», «Сад», «Поранена культура», співкураторка виставки «АНГЕЛИ» (розділ «Кітч»).
Авторка та ведуча у подкасті #лагіднаукраїнізація (UA).
Упорядниця й співавторка ілюстрованого літературно-енциклопедичного путівника «Львів – місто натхнення. Література» (Видавництво Старого Лева, 2017; відзнака Львівської міської ради "Найкраще енциклопедичне видання 2018").
Упорядниця книги та модераторка проєкту «Діалоги про війну» (VIVAT, 2024).
Співавторка Stories from Ukraine: Believers та Stories from Ukraine: Keepers (Kovyla Publishing, 2024).
Авторка понад 80 наукових публікацій, численних статей та колонок.
Керівниця інформаційно-видавничої діяльності та членкиня виконавчої ради Всесвітньої Організації українських скаутів ПЛАСТ.
Авторка серії інтерв'ю "Амбасадори" для порталу "Читомо" - розмов з культурними діячами, які просувають українську культуру у світі.
Членкиня експертної ради «Читомо».

## Вибрана бібліографія
Книги:
- Mavka: A Story about a Mythical Being in the Digital World / Stories from Ukraine: Believers (Kovyla Publishing, 2024)[14]
- Veronika: A Story about a Stage, a Forest, and a Coffee Shop / Stories from Ukraine: Believers (Kovyla Publishing, 2024)[15]
- Діалоги про війну. Харків: VIVAT, 2024. 512 с[16].
- Львів – місто натхнення. Література [Текст]: ілюстрований літературно-енциклопедичний путівник / упорядниця Ольга Муха. Львів: Видавництво Старого Лева, 2017. 448 с.[17]

Вибрані наукові публікації:
- Муха Ольга. Кітч і кемп в українській культурі: спроба окреслення тенденцій (дефінітивно-тенденційний нарис). Oriens Aliter Journal, 1/2019. P. 11-45.
- Постать Романа Інгардена у творенні львівського філософського середовища І пол. ХХ ст. Гілея: науковий вісник. Збірник наукових праць / Гол.ред. М.В. Вашкевич. К.: «Видавництво «Гілея», 2018. Вип.131. C. 2.
- Муха О.Я. Формування некласичних категорій естетики для оцінки сучасного мистецтва.  Актуальні проблеми філософії та соціології. Науково-практичний журнал. Одеса, 2018. Вип. 21. С. 57-60.
- Муха О.Я. Трансформації естетичної перцепції у ХХІ столітті: ігри простору з часом. «Вісник Львівського університету. Серія філософсько-політологічні студії» № 15 (2017) С. 62-70.
- Муха О.Я. Інтерактивність vs інтерпасивність: інтерпретаційний вибір у постмодерних практиках. Гілея: науковий вісник. Збірник наукових праць. Київ: «Видавництво «Гілея», 2018. Вип. 128 (1). С. 235-240.
- Муха О.Я. Британський контекст формування кемпу: від queer-естетики до сленгів cockney і polari. Актуальні проблеми філософії та соціології, Одеса 2017. Вип. 20. С. 78-81.
- Муха О.Я. Формування концепту «естетичної ситуації» у феноменологічній та прикладній естетиці. Актуальні проблеми філософії та соціології. Науково-практичний журнал. Одеса, 2017. Вип. 18. С. 100-103.